# Andreas Cyrenius
Andreas Cyrenius (* 6. Juni 1980 in Mühlhausen/Thüringen) ist ein deutscher Filmregisseur und Drehbuchautor. Seine Filme beschreiben häufig die Soziologie der Macht zwischen Männern und Frauen in dysfunktionalen Liebesbeziehungen.

## Leben und Werk
Andreas Cyrenius sammelte erste Berufserfahrungen als Regie- und Dramaturgiehospitant an der Staatsoper und am Schauspielhaus Hannover. Dort arbeitete er unter Nigel Lowery, Xavier Zuber und Christian Pade. Von 2002 bis 2008 studierte Cyrenius Filmregie an der Filmklasse Professor Uwe Schrader im Fachbereich Bildende Kunst der Fachhochschule Hannover. In dieser Zeit entstanden zahlreiche Kurzfilme und Musikvideos, die ihm unter anderem die mehrfache Teilnahme an der „Werkstatt der Jungen Filmszene im Bundesverband Jugend und Film e.V.“ ermöglichten. Bert Strebe von der Hannoverschen Allgemeinen Zeitung schreibt im April 2004 über die Kurzfilmpremiere der Filmklasse:
"Vielleicht der eindrucksvollste Film ist Andreas Cyrenius "Tabu", der eine Mutter-Sohn-Beziehung thematisiert. Die Kamera scheint sie nur zufällig dabei zu beobachten, gekonnt umgeht Regisseur Cyrenius die Gefahr, ins Peinliche oder allzu Voyeuristische abzugleiten."
Seinen zweiten Kurzfilm, die Komödie "Showtime", konnte Cyrenius erfolgreich über die Kurzfilmagentur Hamburg an den "Mini Movie Channel" verkaufen. Am 8. April 2005 feierte sein Musikvideo "Motor Mouth Babe" der deutschen Band "The Woodbrothers" in dem Fernsehmagazin Kulturzeit Premiere. Im Sommer 2006 führte Cyrenius berüchtigter Dogmafilm "Bangbus" zu Diskussionen zwischen hannoverschen Filmstudenten. Er beschreibt darin mit ungewöhnlicher Intensität die Folgen einer übersexualisierten Gesellschaft. Florian Rinke schreibt dazu im Prinz (Hannover Juni 2006):
"Regisseur Andreas Cyrenius sah sich mit der Frage konfrontiert, warum Männer Befriedigung aus dem verachtenden Umgang mit Frauen ziehen. Sein Film liefert keine Antworten. (...) Der Zuschauer wird mit dem Treiben der Täter im Bus alleingelassen und ist so gezwungen selbst Stellung zu beziehen."
Den modellhaften Charakter seiner Geschichte kommentierte Cyrenius so:
"Die meisten Diskussionen gehen am Inhalt vorbei. Es ist eigentlich ein Film über das Leid der Frauen. Männer sind hier die Opfer ihrer eigenen Taten, unfähig zu lieben und emotional unzurechnungsfähig. Sie leugnen wie so oft ihre natürliche Zerstörungslust, ihren sogenannten Aggressionstrieb und fragen nicht warum. Frauen schon. Deshalb mögen paradoxerweise so viele Frauen meinen Film. Weil er Männern einen Spiegel vorhält."
So schreibt die Sozialpsychologin I. Hannemann vom Campusmagazin "Eisbergonline" am 26. Juni 2006:
" (...) assoziativ anrüchiger Hinterhalt eines eindeutig zweideutigen Vorspiels zwischen Bergman und Pasolini, wie auf einem Fliegenpapier kleben geblieben. Die Filmklasse Uwe Schrader, die mit dem Film "Bangbus" des hannoverschen Studenten Andreas Cyrenius ein ganz neues Verständnis für Bildende Kunst ins Visier genommen hat."
Im Sommer 2008 schloss Cyrenius das Studium der Filmregie mit Diplom ab.
2011 wurde er von den Freien Theatern Hannover für 4 Jahre in den Theaterbeirat der Landeshauptstadt gewählt. Zusammen mit 5 weiteren Mitgliedern wird Cyrenius über Anträge zur Grund- und Produktionsförderung der freien Theaterszene Hannover entscheiden und eine Empfehlung gegenüber dem Kulturausschuss aussprechen. Dem Beirat kommt die Aufgabe zu, die Vergabe von Fördermitteln nach künstlerischen, kulturpädagogischen und konkreten kulturellen Gesichtspunkten vorzunehmen. 
Cyrenius lebt und arbeitet als freier Regisseur und Drehbuchautor in Hannover.

## Filmografie
- 2001: Bock auf Nichts (Kurzfilm)
- 2002: Uns zeigt das Leben ein Gesicht (Kurzfilm)
- 2003: Tabu (Kurzfilm)
- 2004: The Woodbrothers - Motor Mouth Babe (Musikvideo)
- 2004: Showtime (Kurzfilm)
- 2004: Engelhai - ´schuldigung, dass wir stör´n (Musikvideo)
- 2005: Bangbus (Langspielfilm)
- 2006: Eine Betrachtung (Doku-Kurzfilm)
- 2006: Selbstporträt (Doku-Kurzfilm)
- 2006: Die Zeit zwischen zwei Träumen (Kurzfilm)
- 2007: Diary About My Nightmares - Das Vermächtnis (Musikvideo)
- 2008: Liebe meine Küsse (Kurzfilm)
- 2009: Muay Thai (Werbefilm)
- 2011: The Ordeal - Feuertaufe (Dokumentarfilm)
- 2012: The Ordeal - Here Comes The Flood (Musikvideo)